# 宮本佳代子
宮本 佳代子（みやもと かよこ、1956年〈昭和31年〉 - ）は、日本の経営コンサルタント、実業家。宮本アソシエイツ代表。神奈川県鎌倉市出身。エスエス製薬の元会長である泰道照山の孫娘、政治家で元内閣総理大臣の小泉純一郎の元妻、俳優の小泉孝太郎と政治家の小泉進次郎の母。

## 経歴
神奈川県鎌倉市生まれ。1978年（昭和53年）、青山学院大学在学中に後の内閣総理大臣となる小泉純一郎とお見合いし結婚。純一郎との間に孝太郎・進次郎・佳長の3男を儲けた。1982年（昭和57年）、三男の佳長（翌年に出産）を妊娠中に夫の純一郎と離婚。
離婚後は三井不動産のグループ会社に勤務し経営コンサルタントとして活動。また東京都渋谷区に本社を置く宮本アソシエイツの代表を務める。

## 家族・親族
曽祖父の宮本央は東京府多額納税者で、書籍商、貸金業、地家主である。祖父は判事の宮本安蔵。父は東洋化工社長の宮本輝久、母・志計子は泰道照山の長女。

## 主な出演

### 雑誌
- いきいき（2016年4月号）
- Precious（2016年11月号-2017年10月号 連載）